# محمد ریاض الصانع
محمد ریاض الصانع (انگلیسی: Mohamed Riadh Sanaa؛ زادهٔ ۱۳ مهٔ ۱۹۶۵) بازیکن هندبال اهل تونس بود.